# Derby-Arassari
Der Derby-Arassari (Aulacorhynchus derbianus), auch als Blaunacken-Arassari bezeichnet,  ist eine Vogelart aus der Familie der Tukane. Auf Grund des im Verhältnis zur Körpergröße langen und leicht gebogenen Schnabels ist er eindeutig als Vertreter dieser Familie zu bestimmen. Die Art kommt in Südamerika vor, es werden mehrere Unterarten beschrieben. Die IUCN stuft den Derby-Arassari als ungefährdet (least concern) ein. Genaue Bestandszahlen liegen nicht vor, er ist in seinem weiträumigen Verbreitungsgebiet aber keine häufige Art.

## Erscheinungsbild
Die Körperlänge ausgewachsener Derby-Arassaris beträgt 36 bis 42 Zentimeter. Die Männchen der Nominatform erreichen eine Flügellänge zwischen 12,9 und 14,7 Zentimeter. Die Schwanzlänge beträgt zwischen 12,1 und 13,7 Zentimeter. Der Schnabel hat eine Länge zwischen 8,7 und 10,0 Zentimeter. Weibchen sind geringfügig kleiner, ein auffälliger Geschlechtsdimorphismus besteht nicht. Lediglich der Schnabel ist mit 6,4 bis 8,5 Zentimetern deutlich kleiner.
Adulte Vögel sind auf der Körperoberseite dunkelgrün und auf der Körperunterseite hellgrün. Lediglich im Nackenbereich geht bei einigen Individuen das Grün in ein Blaugrün über. Der Rumpf ist gelbgrünlich, der Schwanz weist eine kastanienbraune Schwanzbinde auf. Die Kehle ist weiß, die Kehlseiten gehen in ein Bläulich über. Die vorderen Wangen sowie ein schmaler Zügelstreif sind gleichfalls hellblau. Die Körperunterseite ist ansonsten hellgrün, wobei Individuen häufig am Bauch weiße Federn haben. Der lange Schnabel ist leicht gebogen, der Oberschnabel endet in einer Spitze. Ein weißes Band umspannt die Schnabelbasis, ansonsten ist die Schnabelfarbe individuell verschieden rot und schwarz. Einige Individuen haben einen fast schwarzen Schnabel. Die unbefiederte Gesichtshaut ist braun bis blass rotbraun. Die Augen sind bernsteinfarben bis dunkel rotbraun. Die Füße und Beine sind grau bis olivfarben. 
Jungvögel haben ein etwas matteres Gefieder, die Gelbtöne in ihrem Gefieder sind weniger ausgeprägt. 
In seinem Verbreitungsgebiet kann der Derby-Arassari mit dem Laucharassari und dem Grauschnabelarassari verwechselt werden. Von diesen beiden Arten kann er unterschieden werden, weil er am Rumpf nicht rot gefiedert ist und die Unterschwanzdecken grün sind. Die Arten unterscheiden sich außerdem in ihrer jeweiligen Höhenverbreitung, so dass sie nur selten gemeinsam zu beobachten sind.

## Verbreitungsgebiet

Das Verbreitungsgebiet des Derby-Arassaris in den Anden

Der Derby-Arassari kommt in Andenwäldern vom Süden Kolumbiens bis nach Ecuador, Peru und dem Nordwesten Boliviens vor. Davon isoliert finden sich einige Verbreitungsareale in bergigen Regionen Boliviens, Venezuelas und Brasiliens. Gewöhnlich kommt der Derby-Arassari in Höhenlagen zwischen 800 und 1600 Metern vor. In den Anden wird er gelegentlich noch in Höhen über 2000 Meter beobachtet. 

## Lebensweise
Über die Lebensweise des Derby-Arassaris ist nur sehr wenig bekannt. Grundsätzlich ist er ein Bewohner feuchter subtropischer Regenwälder. Er kommt auch in höher gelegenen tropischen Wäldern mit einem reichen Wachstum an Bromeliengewächsen und Moosen vor. In einigen Regionen seines Verbreitungsgebietes lebt er noch in Übergangszonen zum gemäßigten Wald.
Der Derby-Arassari ist grundsätzlich nicht sehr ruffreudig. Er wird einzeln, in Paaren oder in kleinen Trupps beobachtet, die nur selten mehr als zehn Individuen umfassen. Seine Nahrung sucht er überwiegend in Baumwipfeln. Sie besteht vor allem aus Früchten, allerdings hat man in drei von 18 Mägen auch Überreste von Insekten gefunden. Das Fortpflanzungsverhalten ist bislang nicht untersucht. Es ist aber bekannt, dass die Fortpflanzungszeit etwa in den Zeitraum Juni bis Oktober fällt.

## Belege

### Einzelbelege
1. ↑  Blaunackenarassari bei Avibase, abgerufen am 9. November 2018.
2. ↑   BirdLife Factsheet zum Derby-Arassari, aufgerufen am 28. Dezember 2010
3. ↑   Lantermann, S. 110
4. ↑   Short et al., S. 333
5. ↑   Short et al., S. 335